# 拉克卢巴尔县
拉克卢巴尔县是东帝汶民主共和国马纳图托区的一个县，该县面积392.00平方公里，2010年人口普查时时人口为11682，县治位于拉克卢巴尔。